# معركة سانت كينتان (1557)
دارت معركة سان كينتان عام 1557 خلال حرب هابسبورغ فالوا (1551-1559). انتصر فيها الإسبان الذين استعادوا الدعم الإنجليزي انتصاراً كبيراً على الفرنسيين في مدينة سان كينتان في شمال فرنسا.